# Liste der Einträge im National Register of Historic Places im Wayne County (Illinois)

Lage des Wayne County in Illinois

Die Liste der Einträge im National Register of Historic Places im Wayne County in Illinois führt alle Bauwerke und historischen Stätten im Wayne County auf, die in das National Register of Historic Places aufgenommen wurden.
| [ 2 ] | Name                            | Bild                            | Eintragsdatum        | Lage                                                                                            | Ort       | Beschreibung |
| ----- | ------------------------------- | ------------------------------- | -------------------- | ----------------------------------------------------------------------------------------------- | --------- | ------------ |
| 1     | G.J. George House               | G.J. George House               | 2006 ID-Nr. 06000006 | 205 West Center Street 38° 22′ 40″ N, 88° 21′ 46″ W                                             | Fairfield |              |
| 2     | Mayberry Mound and Village Site | Mayberry Mound and Village Site | 1978 ID-Nr. 78001195 | Nordöstlich der Kreuzung von County Road 900E mit dem Skillet Fork 38° 19′ 15″ N, 88° 31′ 30″ W | Sims      |              |